# Guido Bonarelli
Guido Bonarelli (Ancona, 25 luglio 1871 – Roma, 11 gennaio 1951) è stato un geologo, paleontologo e antropologo italiano.
Mente eclettica, appassionato a campi diversi del sapere, Bonarelli è stato una delle figure italiane più significative della geologia, in specie petrolifera, della paleontologia e dell'antropologia, ma ha offerto anche originali contributi alla ricerca storica, affrontata sempre con rigoroso metodo scientifico.

## Biografia
Nacque dal conte Giulio, discendente dall'antica famiglia dei Bonarelli d'Ancona, e dalla contessa Giulia Salvadori Paleotti.

### Gli anni giovanili e la carriera universitaria
Si trasferì nel 1883 a Gubbio, dove il padre Giulio divenne amministratore delle finanze comunali. A Gubbio, città che diverrà il centro dei suoi interessi e dei suoi affetti, Guido terminò il corso di studi fino alla terza ginnasiale, frequentando i restanti anni del ginnasio e del liceo a Perugia. Fu in questi anni, durante una visita nella tenuta di famiglia a Montanaldo, che raccolse alcuni fossili ed ebbe dal padre un'esauriente spiegazione sulla loro origine, evento che doveva appassionarlo a tal punto alla geologia e alla paleontologia da determinare la sua vocazione scientifica e professionale.
Si iscrisse a Scienze Naturali prima a Roma nel 1890, quindi nel 1891 a Torino, ove, dopo aver seguito il corso di quella università, si laureò nel 1894 e nel 1896 conseguì la libera docenza in Geologia e Paleontologia, confermata nel 1900. Ebbe, tra i maestri, lo zio conte T. Salvadori Paleotti, L. Camerano, docenti di eccellenza nelle discipline biologiche, e C. F. Parona, che lo avviò verso i primi studi paleontologici.
Dal 1895 al 1897 venne chiamato quale assistente nell'Istituto di Geologia dell'Università di Bologna, diretto da G. Capellini, e nel 1897 ottenne la cattedra di Geologia e Mineralogia all'Istituto Agrario Sperimentale di Perugia, fondato l'anno precedente. Nel biennio 1899-1901 tornò a Torino come assistente alla cattedra di Geologia tenuta dal Parona, incarico che gli verrà riconfermato, nella vana speranza di un suo ritorno dalle Indie Olandesi, per il biennio 1902-1903. Nel 1909 venne incaricato dell'insegnamento di Geologia Agraria all’Università di Perugia.
Dal 1891, anno della sua prima pubblicazione, al 1903, pubblicò oltre cinquanta lavori geologici e paleontologici sull'Appennino Centrale (Marche, Umbria e Abruzzo), ma anche sulla Lombardia, Savoia, Nizzardo, Liguria occidentale, Piemonte, Emilia e Calabria, che lo resero in breve tempo uno dei migliori conoscitori della struttura geologica del paese, e sull'isola di Creta. In particolare i lavori paleontologici, alcuni eseguiti con il Parona, rappresentano un contributo notevole sotto i due diversi aspetti stratigrafico e paleontografico, con la descrizione di varie forme nuove descritte, compresi alcuni generi di Ammoniti.

### L'avventura dell'esplorazione
Ma al suo spirito irrequieto, esuberante, alla sua vivace intelligenza e propensione a interessarsi di discipline diverse, come testimonia  tutta l'opera scientifica di Bonarelli, quasi naturalmente si dischiusero presto nuovi orizzonti anche geografici.

#### La Royal Dutch e Borneo
Nel 1901, su invito del conte C. Porro, che aveva esplorato per la Royal Dutch alcune aree petrolifere della zona settentrionale di Sumatra, accettò infatti di essere assunto dalla compagnia olandese per proseguire l'attività di ricerca. Egli abbandonava così la via promettente dell’insegnamento per quella dell'esplorazione petrolifera di regioni lontane e ignote, dividendo da allora la sua vita tra l'Italia e i molti paesi esteri ove effettuò missioni scientifiche.
Dal 1901 al 1907 dunque, con una breve interruzione tra l'estate del 1904 e quella del 1905, eseguì per conto della Royal Dutch ricerche petrolifere, ma anche aurifere, nelle Indie olandesi (a Sumatra, Celebes, ma soprattutto nelle province e nei sultanati della costa orientale di Borneo), conducendo una vita pionieristica e avventurosa, abitando tra i cacciatori di teste Dajacchi, raccogliendo materiale naturalistico, etnografico e documentario riguardante quei luoghi e quelle popolazioni, contraendo la malaria, navigando i corsi d'acqua - uniche vie percorribili con una certa velocità - con imbarcazioni non sempre sicure e in condizioni meteorologiche spesso avverse, fino a subire nel 1906 un naufragio che avrebbe potuto costargli la vita.
Dei risultati degli studi geognostici e stratigrafici rese conto in oltre 30 rapporti corredati di carte, sezioni, schizzi geologici e analisi dei terreni petroliferi e auriferi.

#### Petrolio argentino
Nel 1911 si trasferì in Argentina, dove, salvo qualche interruzione, svolse sino al 1927 un ruolo fondamentale attraverso un'intensa opera di esplorazione e di organizzazione della ricerca, prima quale geologo specialista in ricerche petrolifere presso la División (poi Dirección General) de Minas, Geología e Hidrología, quindi dal 1923 come direttore della divisione geologica della Yacimientos Petrolíferos Fiscales, avvalendosi di collaboratori italiani come E. Feruglio ed E. Fossa Mancini, che ne continuarono l'opera contribuendo a costruire una valida conoscenza della geologia petrolifera di quel paese.
L'attività esplorativa di Bonarelli in Argentina, come nelle Indie Olandesi, avvenne sovente in condizioni di particolare avversità. Iniziò da nord con la Zona Subandina, da lui stesso così denominata e ritenuta zona petrolifera strategica per eccellenza, che da sud nel distretto di Tucumán risale a nord sino al distretto di Tartagal e si prolunga sempre più a nord oltre il confine in Bolivia fino quasi a Santa Cruz, eseguendone il rilievo topografico e stabilendo l'ubicazione delle aree di Capiazuti e Campo Durán, effettuando numerose indagini geologiche nel Chaco subandino e nelle province di Tucumán, e quindi proseguì nel centro e sud del paese, a Mendoza, Entre Ríos, Corrientes, Neuquén, Buenos Aires meridionale, costa patagonica fino alla Terra del Fuoco e in Cile, Punta Arenas e costa del Pacifico. In uno studio del 1921 elencava tutte le regioni petrolifere del paese con le migliori prospettive: Comodoro Rivadavia, Neuquén e Mendoza meridionale, Cacheuta a Mendoza, la Puna de Jujuy e le regioni subandine di Jujuy, Salta e Bolivia.
Nel secondo periodo argentino, dal 1923 al 1927, continuò con gli studi dei giacimenti petroliferi dell'YPF a Comodoro Rivadavia, Neuquén, Mendoza e province settentrionali, e realizzò, a partire dal 1926, in collaborazione con E. Longobardi, lo studio e il rilevamento geo-agrologico e minerario della provincia di Corrientes, con l'elaborazione di una carta pubblicata nel 1929.

#### L'esplorazione per le società italiane
Nel frattempo, dal 1919 al 1921, svolse la sua attività professionale per la SIPEBA, società privata con capitale italiano, nella Penisola Balcanica (Turchia, Bulgaria, Romania, Albania), in alcune regioni minerarie dell’Asia Minore e dell’Egitto e in Italia nel Parmense.
In Italia lavorò per l'AGIP fin dalla sua creazione (1926-1935), diresse dal 1936 al 1938 il servizio geologico in Africa Orientale, quindi gli venne affidata la direzione ricerche (1939-1944) dell'Ente Nazionale Metano (ENM), organismo che doveva poi confluire nell'Eni. Nel secondo dopoguerra, a partire dal 1946, sostenne con convinzione Enrico Mattei nella ricostituzione dell'AGIP e dell'ENM, processo che doveva portare nel 1953, due anni dopo la sua scomparsa, alla nascita dell'Eni.
In Italia Bonarelli fu tra i fautori di una ricerca approfondita nella Pianura Padana, già allora considerata fra i bacini più promettenti in Italia e le cui potenzialità in idrocarburi egli aveva intuito continuassero oltre la costa adriatica, mentre approfondì le ricerche, sempre negli anni Trenta, nella regione della Val d’Agri sull’Appennino Lucano, in Basilicata, ponendo le basi - e doveva poi rivelarsi una delle sue più felici intuizioni - per la scoperta del più grande giacimento onshore d’Europa.
Mentre svolgeva la sua attività di esplorazione per l’AGIP riprese anche  gli studi e i rilevamenti geologici nell’ltalia Centrale, contribuendo alla redazione dei fogli geologici di Pesaro (109), Gubbio (116), Jesi (117), Ancona (118) e Macerata (124), pubblicati a cura dell’Ufficio Geologico di Roma, e iniziandone alcuni nuovi nella Sicilia e nell’Appennino Settentrionale.
In Africa Orientale, tra il 1936 e il 1938, effettuò ricerche minerarie (lignite a circa 250 km da Addis Abeba) e petrolifere (in Ogaden, in preparazione della missione AGIP dell'anno successivo) e, nel basso Barca, di quarzi auriferi.

### Il "livello Bonarelli"
Bonarelli è inoltre internazionalmente noto per avere individuato, sorprendentemente nella sua prima pubblicazione, un livello guida, o marker stratigrafico di notevole estensione su scala mondiale, databile a circa 94 milioni di anni fa, che, nel Cretaceo Superiore, segna il limite fra Cenomaniano e Turoniano, il cosiddetto "livello Bonarelli" e si caratterizza per un elevato potenziale petrolifero.
“Un banco di scisto nero bituminoso al massimo d’un metro circa - scriveva Bonarelli - ... formato da una serie di esilissimi straterelli prevalentemente argilloso-selciferi di colore intensamente nero con macchie rugginose frequenti, dovute alla idrossidazione di numerosi noccioli piritici che vi sono contenuti; il tenore di sostanze bituminoidi che si possono estrarre da questo scisto rappresenta al massimo il 17% del suo peso totale.”
Presente in Italia dalla Lombardia all'Appennino Centrale (in particolare nella successione umbro-marchigiana), ma anche, con caratteristiche analoghe e correlabili come età, in Nord Africa, Spagna, America Centrale e nei sedimenti oceanici profondi dell'Atlantico e del Pacifico, l'orizzonte o livello Bonarelli, conosciuto anche come "Cenomanian–Turonian Oceanic Anoxic Event (OAE 2)", costituisce l'espressione sedimentaria di un evento anossico oceanico globale, con stagnazione e assenza di ossigenazione sul fondale marino e conseguente estinzione degli organismi bentonici viventi (il livello è spesso ricco di resti fossili di vegetali, pesci e talora rettili). Dalla materia organica depositata si sviluppò, per opera di batteri anaerobi, il contenuto petrolifero.

### Gli studi antropologici
I suoi viaggi - attraverso l'osservazione dell'ambiente e l'incontro con genti diverse - furono il naturale terreno di coltura del suo interesse per l'origine dell'uomo e l'antropologia fisica, così che nello studio dei caratteri umani considerò tutto lo spettro della conoscenza dall'uomo fossile alle razze umane contemporanee.
"Aver veduto in gran parte cogli occhi miei di naturalista quello che appena è possibile intravedere nei limiti assai più ristretti dei libri e dei crani", com'egli scrisse, gli permise così di affrontare, nel 1909, la sua prima fatica con uno scritto sulle razze umane, adottando una classificazione che doveva acquistare un posto di rilievo nella sistematica antropologica. Nel suo lungo percorso scientifico il tema dell'origine dell'uomo prese quindi il sopravvento, con scritti e pubblicazioni anch'essi prevalentemente di contenuto sistematico, fino all'ultimo studio sugli Ominidi fossili che conterrà l'anticipazione del falso di Piltdown.

### La ricerca storica
I suoi studi classici e la conoscenza delle lingue antiche, come di molte lingue moderne, lo portarono ad accostarsi anche all'archeologia e alla storia, sia antica sia medievale e moderna.
Tra i primi scritti archeologici La stele pesarese, del 1929, nacque da una conversazione con il famoso grecista E. Romagnoli che, affascinato dalle deduzioni formulate da Bonarelli su un reperto che figurava nella Guida illustrata del Museo Nazionale di Ancona, lo invitò a insistere nelle ricerche, che egli proseguì anche con un secondo volume del 1944, Elementi toponomastici nella stele pesarese.
Nel 1942, nominato presidente della Commissione della Deputazione di Storia Patria per le Marche incaricata di risolvere l’annoso problema della località dove era avvenuta la battaglia del Metauro, contribuì con un’opera di raccolta e commento delle fonti storiche, nella quale attraverso le sue conoscenze geologiche arrivò a individuare scientificamente la località della battaglia ripercorrendo l’alveo del fiume Metauro quale si presentava in epoca romana.
In altro scritto, Effemeridi anconitane, egli esaminò le date salienti della storia della città di Ancona dalle origini al termine dell'evo antico, mettendone in luce discordanze ed errori che figurano nelle opere dei vari autori di vicende anconitane.
Un'opera di particolare interesse è infine quella dedicata alla propria famiglia, ma che costituisce anch'essa una preziosa documentazione sulla storia di Ancona, città legata all'origine e allo svolgersi nei secoli della progenie dei Bonarelli  d'Ancona, ottenuta attraverso la raccolta di fonti edite e inedite, durante i suoi viaggi e le sue attività di ricerca sovente nei luoghi che videro protagonisti i personaggi di questa narrazione.

### Rapporti con le associazioni scientifiche
Venne nominato membro della Società Romana di Antropologia, socio corrispondente della Sociedad Cientifica Argentina nel 1921, socio corrispondente della Regia Deputazione di Storia Patria per le Marche nel 1923, socio della Sociedad Argentina de Estudios Geográficos Gaea nel 1925, socio corrispondente dell’lstituto Marchigiano di Scienze Lettere e Arti nel 1926, membro del Consiglio Nazionale delle Ricerche nel 1929, socio nel 1933 dell'Accademia delle Scienze di Torino, presidente della Società Geologica Italiana nel 1946, socio corrispondente della Società Italiana di Antropologia e Etnologia nel 1947.
Nel 1989 l'European Association of Geoscientists and Engineers (EAGE) ha istituito un premio annuale intitolato a Guido Bonarelli per il migliore contributo scientifico con presentazione orale (Guido Bonarelli Award).

### Una breve esperienza politica
Guido Bonarelli conobbe anche una breve parentesi politica come sindaco di Gubbio, dalla sua elezione nel febbraio 1923 fino all'ottobre dello stesso anno, quando lasciò la carica dopo aver conseguito risultati di rilievo come l'istituzione del liceo classico, ovvero di un curriculum scolastico che, attraendo anche giovani allievi dalle città vicine, potesse portare direttamente agli studi universitari, la riforma sanitaria e l'invito alla valorizzazione delle miniere di lignite di Branca da parte del governo nazionale.

## Pubblicazioni
Di Bonarelli si contano, in varie lingue, oltre duecento tra scritti editi e inediti di geologia e paleontologia, in gran parte sull'Appennino centrale, sulle regioni italiane in genere e sull'Argentina, nonché di antropologia, storia, glottologia, e altrettante relazioni geologiche redatte per i diversi enti con i quali collaborò.
Tra le pubblicazioni, degne di nota particolare sono il suo primo lavoro Il territorio di Gubbio, edito nel 1891, cioè nel primo anno di frequenza universitaria, che conteneva già l'osservazione di quel marker stratigrafico che poi sarebbe stato approfondito con maggiore dettaglio, mettendone in rilievo l’importanza ai fini petroliferi, nella Descrizione geologica dell'Umbria Centrale, del 1901 ma pubblicata nel 1967, e che verrà più tardi chiamato, dal nome del suo scopritore, "livello Bonarelli".
Studi e ricerche dell'attività professionale nelle Indie Olandesi sono contenute in altrettante relazioni svolte per la Royal Dutch, mentre dell'attività esplorativa in Argentina rimangono una copiosissima documentazione e pregevoli pubblicazioni, a cominciare dal testo della conferenza che tenne il 14 maggio
1913 alla Sociedad Cientifica Argentina con il titolo: “La formación petrolífera de Salta y Jujuy”, che risultò “profética con el trascurso de los años ”.
Le sue osservazioni etno-paleo-antropologiche, che ebbero origine dal campo vivo delle sue esplorazioni, vennero invece raccolte in diversi studi successivi, a partire dai primi scritti frutto dell'esperienza nelle Indie Olandesi, ovvero Trenta mesi a Borneo e Le razze umane e le loro probabili affinità, ambedue del 1909, fino a Sylloge synonymica hominidarum fossilium hucusque cognitorum systematice ordinata, del 1944, dove metterà in evidenza il falso dell'uomo fossile di Piltdown.
Egli svolse inoltre ricerche storiche sulle Marche, sulla propria città natale, Ancona, e sull'origine e le vicende della famiglia Bonarelli, che raccolse in altrettante opere.
Principali pubblicazioni:
- Il territorio di Gubbio - Notizie geologiche, Roma 1891;
- con C.F. Parona, Sur la faune du Callovien Inférieur de Savoie, «Mémoires de l'Academie de Savoie», vol. 6, 1895-96;
- Descrizione geologica dell'Umbria Centrale, ms. 1901, ed. postuma Foligno 1967;
- Trenta mesi a Bornéo, «Bollettino della Società Geografica Italiana», fasc. 5, 1909;
- Le razze umane e le loro probabili affinità, «Bollettino della Società Geografica Italiana», fasc. 8-9, 1909;
- Exploración de la región petrolífera de Salta, «Anales de la Sociedad Cientifica Argentina», tomo LXXVI, entr. I, jul. 1913, pp. 5–27, 1913;
- La stele pesarese, «Rendiconti dell'Istituto Marchigiano di Scienze, Lettere e Arti», vol. 4, 1928;
- Mapa geo-agrológico y minero de la prov. de Corrientes (Rep. Arg.) y memoria explicativa, T. I, pp. 245–456, 1929;
- America Meridionale. Geologia, «Enc. Treccani», vol. 2, 1929;
- Le regioni petrolifere italiane, «La Miniera Italiana», 1929-30;
- Possibilità petrolifere nel territorio di Tramutola in Basilicata, “Giornale di Geologia”, VII, 1 (1 carta e 1 tav.), Bologna 1932;
- La battaglia del Metauro. I. Esame critico delle fonti storiche e della bibliografia, Ancona 1942;
- Glottologia sistematica, «Ultima Miscellanea», vol. 1, 1943;
- Sylloge synonymica hominidarum fossilium hucusque cognitorum systematice ordinata, «Ultima Miscellanea», vol. I, 1944;
- Effemeridi anconitane, «Ultima Miscellanea», vol. 1, 1944;
- Nomenclatura e sistematica in paleantropologia, «Ultima Miscellanea», vol. II, 1946;
- Generi e specie in antropologia sistematica, «Ultima Miscellanea», vol. II, 1946;
- I Bonarelli d'Ancona e l'insediamento dei Normanni nella Marca Fermana, Gubbio 1983.